# Antíoco I Siuni
Antíoco I (em latim: Antiochus; em grego: Ἀντίοχος; romaniz.: Antíochos; em armênio/arménio: Անդոկ; romaniz.: Andok) foi um nacarar da família Siuni que governou Siúnia no século IV. É o primeiro membro conhecido de sua família e era pai de Valinaces I e Antíoco II. Aparece em 314, quando ocupa a posição de príncipe de Siúnia; mantêm-se como príncipe até a década de 330, quando é sucedido por Valinaces.